# Pavel Ivanovič Beljaev
Pavel Ivanovič Beljaev (in russo Павел Иванович Беляев?; Čeliščevo, 26 giugno 1925 – Mosca, 10 gennaio 1970) è stato un cosmonauta sovietico.

## Vita e Carriera
Terminata la scuola dell'obbligo, imparò il mestiere di tornitore. Si arruolò volontario presso l'Armata Rossa dove venne addestrato da pilota di aerei da combattimento. Verso la fine della Seconda guerra mondiale venne impegnato in diverse azioni di combattimento volando missioni sul fronte contro il Giappone. Prima di essere selezionato a far parte del gruppo dei cosmonauti, Beljaev fu comandante di uno squadrone di piloti di aerei da combattimento. Negli anni dal 1956 al 1959 studiò presso l'accademia delle forze dell'aeronautica militare sovietica.
Nel 1960 venne selezionato per il primo gruppo cosmonauti scelti da parte dell'Unione Sovietica. Avendo a tale data il grado di maggiore dell'aeronautica fu il più alto di grado ad essere selezionato dei 20 candidati nominati a far parte di questo primo gruppo.
Fu nominato comandante della missione Voschod 2. Lanciata il 18 marzo 1965 ed atterrata il giorno successivo, Beljaev rimase nello spazio per circa 26 ore. Fu la missione durante la quale, il suo compagno cosmonauta Aleksej Archipovič Leonov svolse un'attività extraveicolare per la prima volta nella storia dell'esplorazione spaziale. La stessa fu considerata un enorme successo, anche se a causa di un problema alla pressurizzazione della tuta, Leonov rischiò la vita.
Fu necessario ricorrere all'accensione manuale dei retrorazzi frenanti, il che provocò un atterraggio della Voschod 2 a grande distanza dal punto precedentemente calcolato, tanto che Leonov e Beljaev dovetterro attendere per ben due giorni vicino alla loro capsula spaziale fino a quando i soccorritori non riuscirono finalmente a raggiungere i due cosmonauti per recuperarli.

Beljaev morì di peritonite come complicanza di un intervento chirurgico allo stomaco per ulcera peptica.
Il cratere lunare Beljaev è nominato in suo onore. Esso ha latitudine 23,1° N, longitudine 143,11° E, e un diametro di circa 55,9 km.

## Filmografia
- L'incredibile avventura della Voschod 2 è stata raccontata dal film russo Il tempo dei primi - Spacewalker (Vremja pervych), regia di Dmitrij Kiselëv (2017), con gli attori Evgenij Mironov, Konstantin Chabenskij e Vladimir Ilin rispettivamente nelle parti di Aleksej Archipovič Leonov, Pavel Ivanovič Beljaev e Sergej Pavlovič Korolëv.